# Марченко Володимир Романович
Володи́мир Рома́нович Ма́рченко (* 22 жовтня 1953, Слов'янськ, Донецька область) — проросійський український політик, депутат, заступник голови ПСПУ; головний редактор газет «Досвітні огні» та «Народна опозиція», голова Київської міської організації ПСПУ (з 06.2002).

## Життєпис
Народився в сім'ї робітника; українець; одружений; має сина, дочку, трьох онучок і онука.
Освіта: Харківський інститут радіоелектроніки (1976), інженер-конструктор.
1976—1990 — інженер, робітник-наладник верстатів з ЧПУ, начальник відділу механізації та автоматизації Роменського заводу АТС. Був членом Оргкомітету зі створення СПУ, член Політвиконкому Політради СПУ (до 02.1996), після виходу з СПУ — один з організаторів ПСПУ, з 04.1996 — заступник голови ПСПУ. Член Конституційної Комісії від ВР України (11.1994-1996).
Народний депутат України 12(1) скликання з 03.1990 (2-й тур) до 04.1994, Роменський виб. окр. № 347, Сумької області. Член Комісії з закордонних справ (з 06.1990). На час виборів начальник відділу Роменського заводу автоматичних телефоних станцій,; член КПРС. 1-й тур: з'яв. 95.2 %, за 19.3 %. 2-й тур: з'яв. 91.6 %, за 53.3 %. 5 суперн. (осн. — Климов О. В., н. 1934; Роменський МК КПУ, 1-й секр.; 1-й тур — 33.0 %, 2-й тур — 39.8 %).
Народний депутат України 2-го скликання з 03.1994 (1-й тур) до 04.1998, Роменський виб. окр. № 348, Сумької області, висунутий виборцями. Член Комітету з питань економічної політики та управління народним господарством. Член фракції соціалістів (до 01.1996). 1-й тур: з'яв. 87.3 %, за 58.67 %. 10 суперників.
Народний депутат України 3-го скликання 03.1998-04.2002, виб. окр. № 161 Сумької області. З'яв. 85.1 %, за 36.6 %, 11 суперників. Також 03.1998 — кандидат в народні депутати України від ПСПУ, № 2 в списку. Уповноважений представник фракції ПСПУ (05.1998-02.2000); член Комітету з питань економічної політики, управління народним господарством, власності та інвестицій (з 07.1998).
04.2002 кандидат в народні депутати України від Блоку Н.Вітренко, № 2 в списку.
03.2006 кандидат в народні депутати України від Блоку Н.Вітренко «Народна опозиція», № 2 в списку. На час виборів: тимчасово непрацюючий член ПСПУ.
09.2007 кандидат в народні депутати України від ПСПУ, № 2 в списку. На час виборів: тимчасово непрацюючий член ПСПУ.